# Carpaccio
A carpaccio olasz eredetű előétel, amely vékonyra szeletelt nyers húst vagy halat tartalmaz, jellemzően marha, borjú, szarvas, lazac vagy tonhal húsából készül. 

## Története
1842-ben Pompejben Gennario Arienzo fogadós készítette el először azt az ételt, melyet ma carpaccióként ismerünk. A történet szerint Arienzo fogadójához közel szenvedett balesetet egy hercegnő hintója. A hercegnő és kísérete a fogadóban várta meg, amíg a javításokkal végeznek. Arienzo nem volt felkészülve ilyen előkelő vendégekre, éléskamrájában csak némi szárított bivalyhús áll rendelkezésére. A húst leheletvékonyra szeletelte, kiklopfolta, majd borba áztatta, hogy megpuhuljon. Majd sóval, borssal és olívaolajjal ízesítette végül parmezánforgácsokat szórt a tetejére. A hercegnőnek annyira ízlett a sebtében kreált fogás, hogy még a receptet is elkérte Arienzótól, aki később étlapjára is felvette az ételt carne principesa (a hercegnő húsa) néven.
1950-ben a velencei Harry's Bar alapítója, Giuseppe Cipriani készítette el ezt az ételt eredetileg Amalia Nani Mocenigo grófnőnek, amikor megtudta, hogy az orvosok nyers hús fogyasztását javasolták neki. A carpaccio alapját a carne cruda all'albese piemonti fogás adta. Nevét egy velencei festő – Vittore Carpaccio – után kapta, akinek munkái ismertek voltak karakteres vörös és fehér tónusaikról.
Eredetileg a carpaccio vékonyra szelt nyers marhahúst jelentett, melyet citromlével, olívaolajjal és fehér szarvasgombával tálaltak. Később a kifejezést átvették olyan ételekre, amelyek nyers húst, vagy halat tartalmaznak, melyeket citromlével vagy ecettel, olívaolajjal, sóval és fekete borssal ízesítettek.

## Fordítás
- Ez a szócikk részben vagy egészben  a   Carpaccio című angol Wikipédia-szócikk ezen változatának fordításán alapul.  Az eredeti cikk szerkesztőit annak laptörténete sorolja fel. Ez a jelzés csupán a megfogalmazás eredetét és a szerzői jogokat jelzi, nem szolgál a cikkben szereplő információk forrásmegjelöléseként.